# Громова, Галина Герасимовна
Гали́на Гера́симовна Гро́мова (род. 27 февраля 1948, Неман, Калининградская область) — советский и российский педагог, учитель русского языка и литературы муниципального автономного общеобразовательного учреждения «Лицей № 7» города Черняховска. Герой Труда Российской Федерации (2015), заслуженный учитель Российской Федерации (2010), почётный работник общего образования Российской Федерации.

## Биография
Родилась в городе Немане Калининградской области. Училась в Черняховском педагогическом училище (ныне Индустриальный педагогический колледж), а затем в Калининградском государственном университете (ныне — Балтийский федеральный университет имени Иммануила Канта).
Преподавательскую деятельность начала в 1968 году как учитель пения, рисования и физкультуры. Преподавала в Александровской сельской школе, затем в школе посёлка Свобода, где работала также завучем.
С 1983 года работает в средней школе № 7 города Черняховска (с 2000 года — лицей № 7).
Указом Президента Российской Федерации от 28 апреля 2015 года Громовой было присвоено звание Героя Труда Российской Федерации. 1 мая 2015 года она получила медаль «Герой Труда Российской Федерации» из рук Президента РФ Владимира Путина.

## Награды
- Герой Труда Российской Федерации (28 апреля 2015 года) — за особые трудовые заслуги перед государством и народом[1]
- Заслуженный учитель Российской Федерации (4 августа 2010 года) — за заслуги в педагогической и воспитательной деятельности и многолетний добросовестный труд[2]
- Почётный работник общего образования Российской Федерации